# Troglodytes aedon
Troglodytes aedon là một loài chim trong họ Troglodytidae.